# Гагарин, Иван Сергеевич
Князь Иван Сергеевич Гагарин (20 июля (1 августа) 1814, Москва — 8 (20) июля 1882, Париж) — католический священник, писатель, церковный деятель из княжеского рода Гагариных. Член «кружка шестнадцати» и ордена иезуитов.

## Происхождение
Старший сын действительного тайного советника князя Сергея Ивановича Гагарина (1777—1862), владевшего подмосковной усадьбой Ясенево, и жены его Варвары Михайловны (1779—1854), дочери Михаила Алексеевича Пушкина (1749—1793) и княжны Натальи Абрамовны Волконской (22 марта 1746—14 апреля 1819). Родился в Москве 20 июля (1 августа) 1814, был крещён 27 июля в Христорождественской церкви в Палашах при восприемстве князя С. П. Оболенского и бабушки Н. А. Пушкиной.

## Биография
Получил блестящее образование. В 1833 году направлен на дипломатическую службу актуариусом сверх штата в Мюнхен под начальство его дяди Григория Ивановича Гагарина, служившего в Мюнхене чрезвычайным посланником. В Мюнхене познакомился со знаменитым философом Фридрихом Шеллингом и с поэтом Ф. И. Тютчевым, служившим там же в чине коллежского асессора. В начале мая 1836 года Тютчев переслал ему рукописное собрание своих стихотворений, большую выборку из которого Гагарин поместил в пушкинском «Современнике». Также готовил первое издание тютчевских стихов отдельной книгой, которое, однако, не осуществилось.
В январе 1836 года получил звание камер-юнкера и был переведён в Петербург в канцелярию Министерства иностранных дел, где дослужился до чина коллежского секретаря. Во время поездок в Москву подружился с П. Я. Чаадаевым (впоследствии Гагарин опубликовал в Париже работы Чаадаева «Философские письма» и «Апология сумасшедшего»).
В Петербурге делил одну квартиру с молодым князем П. В. Долгоруковым, известным своими гомосексуальными похождениями. Долгое время князя Гагарина подозревали в авторстве анонимного пасквиля, который послужил причиной вызова на дуэль Пушкиным Дантеса в ноябре 1836 года, однако в конце XX века эти обвинения были сняты.
С 13 апреля 1838 года И. С. Гагарин был назначен младшим секретарём в Париж. Помимо дипломатической службы, много занимался научной работой в области истории и славяноведения. В Париже Гагарин стал завсегдатаем салона своей дальней родственницы, перешедшей в католическую церковь, Софьи Свечиной, который посещало большое количество выдающихся личностей.
Собственные духовные поиски, изучение церковной истории и общение с образованными католиками привело князя Гагарина к убеждённости в истинности католичества и 19 апреля 1842 года он официально присоединился к Католической церкви. В этом же году был уволен из Министерства иностранных дел и лишён звания камер-юнкера; 12 августа 1843 года вступил в новициат ордена иезуитов, двумя годами позже принёс обеты в Обществе Иисуса, приняв монашеское имя Ксаверий.
После вступления в орден был рукоположен в священники, изучал богословие, преподавал церковную историю в нескольких иезуитских колледжах. В середине 50-х годов XIX века стал активным членов парижского кружка русских католиков, куда кроме него входили И. М. Мартынов, Е. П. Балабин, С. С. Джунковский и другие.
В 1856 году Гагарин опубликовал своё первое сочинение — фр. La Russie sera-t-elle catholique? («Станет ли Россия католической?»), вскоре переведённое на русский язык. Работа была хорошо принята французскими католическими кругами и вызвала резкую критику со стороны православных деятелей. После этого доступ в Россию оказался для Гагарина закрыт, он был лишён всех сословных и имущественных прав.
В 1855 году создал в Париже Кирилло-Мефодиевское общество. В 1857—1858 годах выпустил шесть томов «Богословских, философских и исторических исследований» (Études de théologie, de philosophie et d’histoire), содержавших статьи богословского и исторического содержания о России. Редакцией заведовал сам Гагарин, а одним из сотрудников русского раздела был И. М. Мартынов.
В 1859 году отправился в Иерусалим, первоначально намереваясь остаться жить на Ближнем Востоке, но проблемы со здоровьем вынудили его вернуться во Францию в 1865 году. Остаток жизни занимался преподавательской, литературной и научной деятельностью.
Умер в Париже 20 июля 1882 года (в некрологе — 7 (19) июля 1882), отпевание происходило в церкви св. Магдалины, похоронен на кладбище Монпарнас.

## Наследие
Личная библиотека Гагарина стала основой Славянского музея, переименованного впоследствии в Славянскую библиотеку. В начале XXI века там хранится около 50 тысяч книг, большей частью посвящённых России.
Под редакцией Андрея Стерпина sj в 1994 году вышел русский перевод книги Ивана Гагарина «Примат апостола Петра и богослужебные книги Русской Церкви» (1863), выполненный М. Воскресенским.